# Luigi Parenti
Luigi Parenti – włoski kierowca wyścigowy.

## Kariera
W swojej karierze Parenti startował głównie w wyścigach Grand Prix i innych wyścigach organizowanych we Włoszech. W sezonie 1931 Włoch stanął na najniższym stopniu podium w Grand Prix Francji, zaliczanym do klasyfikacji Mistrzostw Europy AIACR. Z dorobkiem dziewiętnastu punktów został sklasyfikowany na 23 miejsce w końcowej klasyfikacji kierowców.